# Чорногородська сільська рада
| Чорногородська сільська рада — орган місцевого самоврядування у Макарівському районі Київської області з адміністративним центром у с. Чорногородка. Історична дата утворення: в 1929 році. Водоймища на території, підпорядкованій даній раді: Ірпінь. Сільській раді підпорядковані населені пункти: - с. Чорногородка |

## Склад ради
Рада складається з 14 депутатів та голови.

### Керівний склад ради
| ПІБ                          | Основні відомості                                                         | Дата обрання | Дата звільнення |
| ---------------------------- | ------------------------------------------------------------------------- | ------------ | --------------- |
| Луценко Оксана Володимирівна | Сільський голова, 1976 року народження, освіта, позапартійна              | 26.03.2006   | 31.10.2010      |
| Луценко Оксана Володимирівна | Сільський голова, 1976 року народження, освіта вища, член Партії регіонів | 31.10.2010   |                 |

Примітка: таблиця складена за даними джерела